# Pukkels (strip)
Pukkels is de Nederlandse naam van de van oorsprong Amerikaanse strip Zits, waarin het draait om de avonturen van de 15-jarige puber Jeroen Donkers (Jeremy in de Amerikaanse uitgave).
Anderhalf jaar na het debuut van schrijver Scott en tekenaar Borgman verscheen de strip al in meer dan 650 kranten, onder andere in Het Parool en De Limburger.

## Personages
Jeroen
Een middelmatige scholier, aankomend muzikant en gekweld door pukkels en andere ongemakken van de puberteit.
de vader van Jeroen
de moeder van Jeroen
Herman, vriend van Jeroen.
Sara, vriendin van Jeroen.
Pierce, viend van Jeroen
D-ana. de vriendin van Pierce, vriendin van Jeroen